# ألبرت لوكاس (ناشط)
ألبرت لوكاس (بالإنجليزية: Albert Lucas)‏ هو ناشط أمريكي، ولد في 1859 في لندن في المملكة المتحدة، وتوفي في 1923.